# 內茲岬附近沃爾頓
內茲岬附近沃爾頓（英語：Walton-on-the-Naze）是英国埃塞克斯郡滕德靈區弗林頓和沃爾頓的海滨小镇，處於北海沿岸，位于濱海克拉克頓以北、哈里奇港及濱海弗林頓以南。根据2011年英國人口普查，该镇人口为12,054人、1931年，该教区的人口为3,071人。该镇吸引众多游客，內茲岬和當地的码头是該鎮的主要景点。